# 新右派 (丹麦)
新右派（丹麥語：Nye Borgerlige）是丹麦的一个民族保守主义和右翼民粹主义政党。由Pernille Vermund和Peter Seier Christensen 于 2015 年组建。在 2019 年丹麦大选中首次进入了丹麦议会，获得 4 个席位（共 179 个席位），并在 2022 年丹麦大选中再次获得 6 个席位。在选举后的头几个月里发生了三次叛逃事件，2023 年 3 月，该党在丹麦议会的席位减少到了三个。
2024 年 1 月，创始人兼党魁 Vermund 出人意料地宣布，她已向全国执行委员会建议解散新右派党，并且她和其他两名剩余的议员离开了该党，Vermund 在一周后加入了自由联盟。全国执行委员会宣布将制定该党的解散计划，而一些地方党派活动人士表示他们反对该计划，并希望保持该党的存在。
该党的青年翼是新右派青年（丹麥語：Nye Borgerliges Ungdom，简称NBU）。

## 历史

### 创立和议会外活动
2015年9月24日，建筑师佩妮尔·弗莫德（Pernille Vermund）和化学工程师彼得·塞尔·克里斯滕森（Peter Seier Christensen）宣布他们正在建立一个名为“我们保守党（丹麥語：Vi Konservative）”的新政党，但最终决定以“新右派（丹麥語：Nye Borgerlige）”为名。两位创始人都是保守人民党的前党员，弗莫德从 2009 年市政选举到 2011 年一直担任该党的赫尔辛格市议员。2015 年 10 月 20 日，他们推出了党的网站并发布了党的政治纲领。在同一天接受 B.T. 采访时，弗莫德和塞尔将他们的政策描述为 “丹麦人民党和自由联盟的混合体”，并表示已有 360 人加入。该党的成立是对当时政府处理 2015 年欧洲移民危机的回应。
2016 年 9 月 21 日，创始人宣布他们已收集了下届选举所需的 20,109 个签名，相当于上届大选有效选票的 175 分之一。隔天，他们在哥本哈根举行了第一次官方新闻发布会，特别强调该党的三个“不可谈判的要求 (ufravigelige krav)”作为支持任何政府的先决条件；这些要求包括完全冻结庇护申请、在外国犯罪分子首次定罪后将其驱逐出境，以及在丹麦停留的外国人必须能够自行维持生计。该党的参选资格于 10 月 6 日正式获得内政部的批准，当时该党被分配了其要求的选举字母 D。